# مبادله فرهنگی
مبادله فرهنگی انتقال معانی فرهنگی به‌طور ارادی و گاه با برنامه‌ریزی فرهنگی است؛ چنان‌که هر نظام فرهنگی عناصری از فرهنگ‌های دیگر را می‌پذیرد. این مبادله، در حوزه‌هایی انجام می‌پذیرد که هر نظام فرهنگی آن را مجاز می‌شمارد. این انتقال فرهنگ، دوطرفه است؛ به این معنی که در آن ارزش‌ها و هنجارها رد و بدل می‌شوند.
سرمایه فرهنگی: مجموعه ای از دستاوردهای مادی و معنوی هر جامعه که توانائی تولید هرچه بیشتر عناصر فرهنگی و امکان مصرف هرچه گسترده تر آن را برای افراد جامعه فراهم می سازد.